# The Three GentleBros
The Three GentleBros (tiếng Thái: คู่แท้ แม่ไม่เลิฟ; RTGS: Khu Thae Mae Mai Loef; tạm dịch: Chân Tình Này Mẹ Không Ưng) là một bộ phim truyền hình Thái Lan phát sóng năm 2022 với sự tham gia của Kathaleeya McIntosh (Mam), Ishikawa Plowden (Luke), Tawan Vihokratana (Tay), Atthaphan Phunsawat (Gun), Worranit Thawornwong (Mook), Sutatta Udomsilp (Punpun) và Rachanun Mahawan (Film). Bộ phim dựa trên loạt tiểu thuyết เท่าที่... รัก của Hideko_Sushine.
Bộ phim được đạo diễn bởi Ekkasit Trakulkasemsuk và Pantip Vibultham, sản xuất bởi GMMTV cùng với Parbdee Taweesuk và Keng Kwang Kang Waisai. Đây là một trong 22 dự án phim truyền hình trong năm 2022 được GMMTV giới thiệu trong sự kiện "GMMTV 2022 Borderless" vào ngày 1 tháng 12 năm 2021. Bộ phim được phát sóng vào lúc 20:30 (ICT), thứ Hai và thứ Ba trên GMM 25 và có mặt trên nền tảng trực tuyến Viu vào lúc 22:30 (ICT) cùng ngày, bắt đầu từ ngày 10 tháng 10 năm 2022. Bộ phim kết thúc vào ngày 6 tháng 12 năm 2022.

## Nội dung
Bộ phim theo chân bà Pimpattra (Kathaleeya McIntosh), một bà mẹ đơn thân, cùng với ba người con trai của bà lần lượt là Itch (Ishikawa Plowden), Thames (Tawan Vihokratana) và Arty (Atthaphan Phunsawat). Bà rất yêu quý ba người con trai của mình nhưng cách bà thể hiện dường như lại làm cho ba người họ cảm thấy không được tự do. Bà luôn chăm sóc con mình một cách rất tỉ mỉ và luôn đưa ra những quyết định áp đặt lên con, thậm chí là chuyện yêu đương. Tuy nhiên, những người con gái mà ba người con yêu lại trái ngược hoàn toàn những tiêu chuẩn mà bà Pimpattra đặt ra. Từ đây, ba người họ phải giải quyết mâu thuẫn với mẹ và bảo vệ tình yêu của chính mình.

## Diễn viên

### Diễn viên chính
- Kathaleeya McIntosh (Mam) vai Pimpattra
- Ishikawa Plowden (Luke) vai Itch
- Tawan Vihokratana (Tay) vai Thames
- Atthaphan Phunsawat (Gun) vai Arty
- Worranit Thawornwong (Mook) vai Kaewklao
- Sutatta Udomsilp (Punpun) vai Nueng
- Rachanun Mahawan (Film) vai View

### Diễn viên phụ
- Supoj Janjareonborn (Lift) vai Anthony (bố của Itch)
- Penpetch Benyakul (Jab) vai Praphaphat (bố của Thames)
- Amarin Nitibhon vai Atsadin (bố của Arty)
- Sarucha Petchroj (Yingying) vai Kan (chị của Kaewklao)
- Juthapich Indrajundra (Jamie) vai Nichapha
- Chatchawit Techarukpong (Victor) vai Chakrit
- Tharatorn Jantharaworakarn (Boom) vai Win
- Phatchara Thabthong (Kapook) vai Vivi
- Wanwimol Jaenasavamethee (June) vai Rata
- Kasidet Plookphol (Book) vai Sun
- Pawin Kulkaranyawich vai Bam
- Benyapa Jeenprasom (View) vai Namwa (chị của View)
- Bhasidi Petchsutee (Lookjun) vai Eri
- Preeyaphat Lawsuwansiri (Earn) vai Pim
- Chakrabandhu Na Ayudya (Claudia) vai Kanokchat (mẹ kế của Itch)
- Pattamawan Kaomulkadee (Yui) vai Napha (mẹ của Kaewklao)
- Wae Soul vai Ramai (mẹ của Eri)
- Paramej Noiam (Plai) vai Karan (bố của Nueng)
- Chaidi Dididi (Pattai) vai Waew (mẹ của View)

## Nhạc phim
| Tên bài hát                                            | Thể hiện                    | Ref.  |
| ------------------------------------------------------ | --------------------------- | ----- |
| แม่ไม่ชอบ แต่ฉันชอบ (Be Mine) (Mae Mai Chop Tae Chan Chop) | Gawin Caskey (Fluke)        | [ 5 ] |
| แม่ไม่ชอบ แต่ฉันชอบ (Be Mine) (Mae Mai Chop Tae Chan Chop) | Worranit Thawornwong (Mook) | [ 6 ] |

## Sản xuất
Ban đầu, bộ phim dự kiến sẽ lên sóng vào ngày 3 tháng 10 năm 2022 nhưng đã bị lùi lại sang ngày 10 tháng 10 năm 2022 với lý do được GMMTV đưa ra là có trục trặc trong quá trình quay phim.

## Phát sóng tại nước ngoài
Tại Việt Nam, bộ phim được phát sóng song song và độc quyền tại nền tảng trực tuyến TrueID Vietnam, lúc 20:30 thứ Hai và thứ Ba hàng tuần, bắt đầu từ ngày 10 tháng 10 năm 2022.